# 藍絲黛爾石
藍絲黛爾石（英語：Lonsdaleite）也译做郎士德碳，又因晶體結構及特性稱作六方金剛石（英語：hexagonal diamond）、六方碳。藍絲黛爾石是一種六方晶系的金剛石，屬於碳同素異形體的一種構形，咸信為流星上的石墨在墜入地球時所形成。撞擊時的巨大壓力及熱量改變石墨構形形成金剛石，卻又保留了石墨的平行六邊形晶格，並構成了立方的六方晶格。第一次鑑別出藍絲黛爾石是1967年在美國亞利桑那州的巴林杰隕石坑，從位在其中的「魔谷隕石」中所發現，並以20世紀的愛爾蘭晶體學家和英國皇家學會凱瑟琳·朗斯代爾（Kathleen Lonsdale）命名，因她使用X射線研究了碳的結構。
藍絲黛爾石具有透明棕黃色的外觀，折射率在2.40至2.41之間，比重在3.2至3.3之間。它的莫氏硬度在7至8之間，而金剛石的莫氏硬度則為10。藍絲黛爾石較低的硬度主要原因是因为天然形成礦石不純且不完美所致。但如果以人工合成則比鑽石硬58%，而抗壓程度也比鑽石高了大約58%。
藍絲黛爾石也已經在實驗室中（1966年或更早； 1967年出版）被合成，方法是在靜態壓力機或炸藥中壓縮和加熱石墨。

## 硬度
矿物学模拟预测蓝丝黛尔石在<100>面上比钻石硬58%，能抵抗152 GPa的压入压力，而钻石在压入到97 GPa时就会断裂。IIa钻石的<111>尖端硬度则为162 GPa，超过了这个值。
蓝丝黛尔石的外推特性受到质疑，特别是其极高的硬度，因为在晶体学检查下的样品没有显示出块状六方晶格结构，而是结构缺陷主要是六边形结构的传统的立方钻石结构。对蓝丝黛尔石的X射线衍射数据的定量分析表明，它存在大约等量的六方和立方堆积序列。因此，有人提出“堆叠无序的钻石”是对蓝丝黛尔石最准确的结构描述。另一方面，最近使用原位X射线衍射进行的冲击实验表明，在与陨石撞击相当的动态高压环境中会产生相对较纯的蓝丝黛尔石。

## 存在

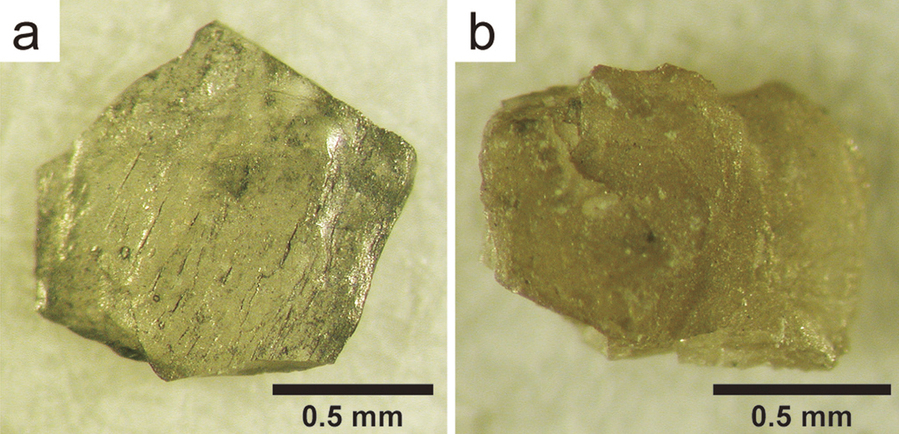
来自波皮盖陨石坑 的钻石样品：(a) 是纯钻石，而 (b) 是含有一些藍絲黛爾石杂质的钻石。

藍絲黛爾石存在于隕石的金剛石上，是一個連結在金剛石上非肉眼可見的顯微晶體。除魔谷隕石外，在美國新墨西哥州的「肯納隕石」（Kenna meteorite）、南極洲維多利亞地的艾倫丘陵隕石77283（Allan Hills (ALH) 77283）上亦有發現。有争议的克洛维斯彗星假说支持者发现，在墨西哥瓜纳华托州奎采奥湖的沉积物中发现了d间距与蓝丝黛尔石一致的材料。此外，蓝丝黛尔石存在于当地的泥炭沉积物中，被认为是通古斯大爆炸是由流星而非彗星碎片引起的证据。

## 合成
除了通过加压或使用炸药压缩和加热石墨，蓝丝黛尔石也可以通过化学气相沉积或是聚合物聚甲炔在1,000 °C（1,832 °F）的氩气气氛下热分解而成。
2020年，澳大利亚国立大学的研究人员偶然发现使用金刚石压砧就可以在室温下生产蓝丝黛尔石。
2021年，华盛顿州立大学的冲击物理研究所发表了一篇论文，称他们创造了足够大的蓝丝黛尔石晶体来测量其硬度，证实它们比普通的立方钻石更坚硬。